# エドモンド・サフラ
エドモンド・サフラ（Edmond J. Safra, 1932年8月6日 – 1999年12月3日）は、シリアのユダヤ人銀行家。シティグループ会長サンフォード・ワイル（Sanford I. Weill）の右腕。サフラのリパブリック銀行は、1999年5月にHSBCが買収した。

## 貿易開発銀行まで
サフラ一族はオスマン帝国時代からその領内で地金取引を営んでいた。家族は帝国が滅んでベイルートへ移り住んだ。第二次世界大戦後はミラノで成功、1955年ブラジルにサフラ銀行を設立し50以上の支店をかかえた。翌1956年に貿易開発銀行（Trade Development Bank）を設立し、モンテカルロからマイアミまでのプライベート・バンキングをあつかった。

## ビッグビジネスの時代
ユーロダラーがインフレして交換性に影響しはじめた1966年、サフラがリパブリック銀行（Republic New York）を設立した。
1980年代アメリカン・エキスプレス（アメックス）でサフラはマーチャント・バンキング担当重役であった。このとき社長のワイルと組んでリーマン・ブラザーズ・クーン・ローブを買収し、シェアソン・リーマン・ブラザーズへ改組した。1983年アメックスが貿易開発銀行を買収して、サフラが莫大な利益をあげた。1988年サフラはジュネーヴにもリパブリック銀行を出した。サフラはこれを関連銀行と連動させて金融帝国を拡大した（ニューヨーク、イスラエル、ルクセンブルク、ブラジル）。しかしアメックスでスキャンダルがおこった。この国際金融組織で麻薬密売益等を資金洗浄が行われているというのである。
スキャンダルは実証されなかったが、2012年HSBCの資金洗浄が報じられる。

## 晩年に連続した事件
サフラ晩年、リパブリック銀行はニューヨークで預金高124億ドルを超えた。サフラ自身はリパブリックの3100万株（資本金で22億ドル相当、30％）を保有した。ジュネーヴの方でも21％を支配した。これらのリパブリック銀行が1998年ロシア財政危機で大きな損失を出した。ロシアのマフィアとのつながりが指摘され、1999年アメリカ司法省がリパブリックを捜査するようになった。リパブリックがロシアの犯罪組織とビッグビジネスをしている容疑であった。捜査の結果、バンク・オブ・ニューヨークの口座に犯罪組織が100億ドルを保有していたことが分かった。
1999年5月、HSBCがリパブリック両行を買収すると発表した。同年9月にプリンストン債事件が発覚した。プリンストン債というドル建て債券は、ニューヨークのリパブリック銀行が保有する資産を担保に発行され、アメリカのクレスベール証券（Cresvale International Ltd.）が日本で販売した。高い利回りに誘われて、これを日本の優良企業70社が購入した。しかし担保がほとんどなくなっていることが分かり、購入者が総計1200億円の損失を出したのであった。11月30日リパブリック銀行の株主総会で買収が承認された。12月3日モナコのマンションの自室で放火されて殺害された。